# Cantone di Combeaufontaine
Il Cantone di Combeaufontaine era una divisione amministrativa dell'Arrondissement di Vesoul.
A seguito della riforma approvata con decreto del 17 febbraio 2014, che ha avuto attuazione dopo le elezioni dipartimentali del 2015, è stato soppresso.

## Composizione
Comprendeva 16 comuni:
- Aboncourt-Gesincourt
- Arbecey
- Augicourt
- Bougey
- Chargey-lès-Port
- Combeaufontaine
- Cornot
- Fouchécourt
- Gevigney-et-Mercey
- Gourgeon
- Lambrey
- Melin
- La Neuvelle-lès-Scey
- Oigney
- Purgerot
- Semmadon